# Stockstadt a.Main
Stockstadt am Main er en købstad i Landkreis Aschaffenburg i det bayerske Regierungsbezirk Unterfranken i Tyskland.

## Geografi
Stockstadt am Main grænser til den vestlige side af byen Aschaffenburg og ligger på den venstre bred af floden Main.
Vest og nordvest for Stockstadt går grænsen til delstaten Hessen og sydvest for Stockstadt ligger den historiske region Bachgau.

### Nabokommuner
Mod syd ligger Großostheim og sydvest over grænsen til Hessen liger Babenhausen, og norvestligt, ligeledes i Hessen, Mainhausen og Seligenstadt.
Nord for byen ligger Kleinostheim og mod øst, på den anden side af Main, Mainaschaff.